# Gefjon
 (juin 2018).

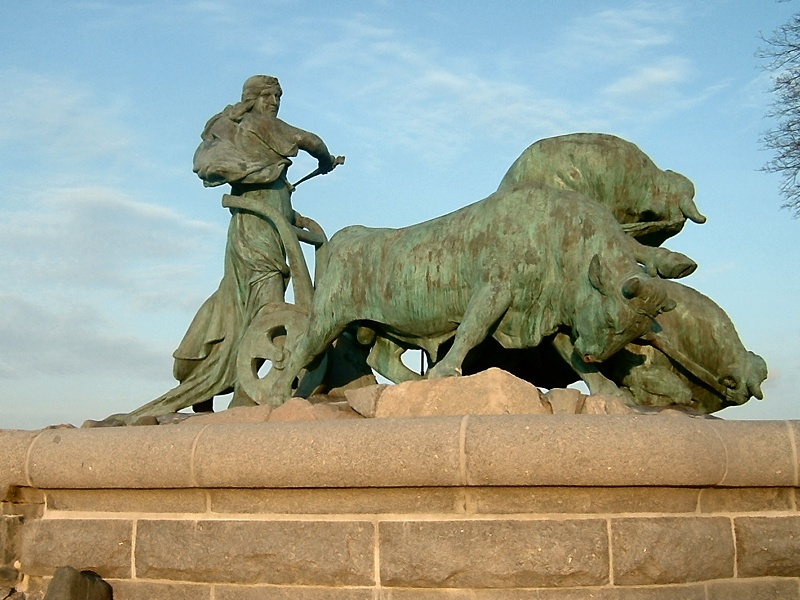
Détail de la fontaine de Gefjon à Copenhague par Anders Bundgaard.

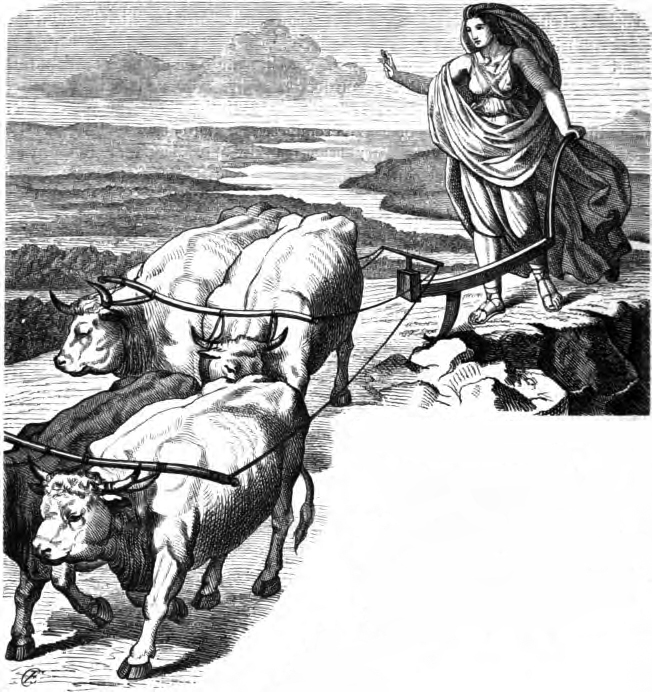
Gefjon laboure Seeland avec ses bœufs.

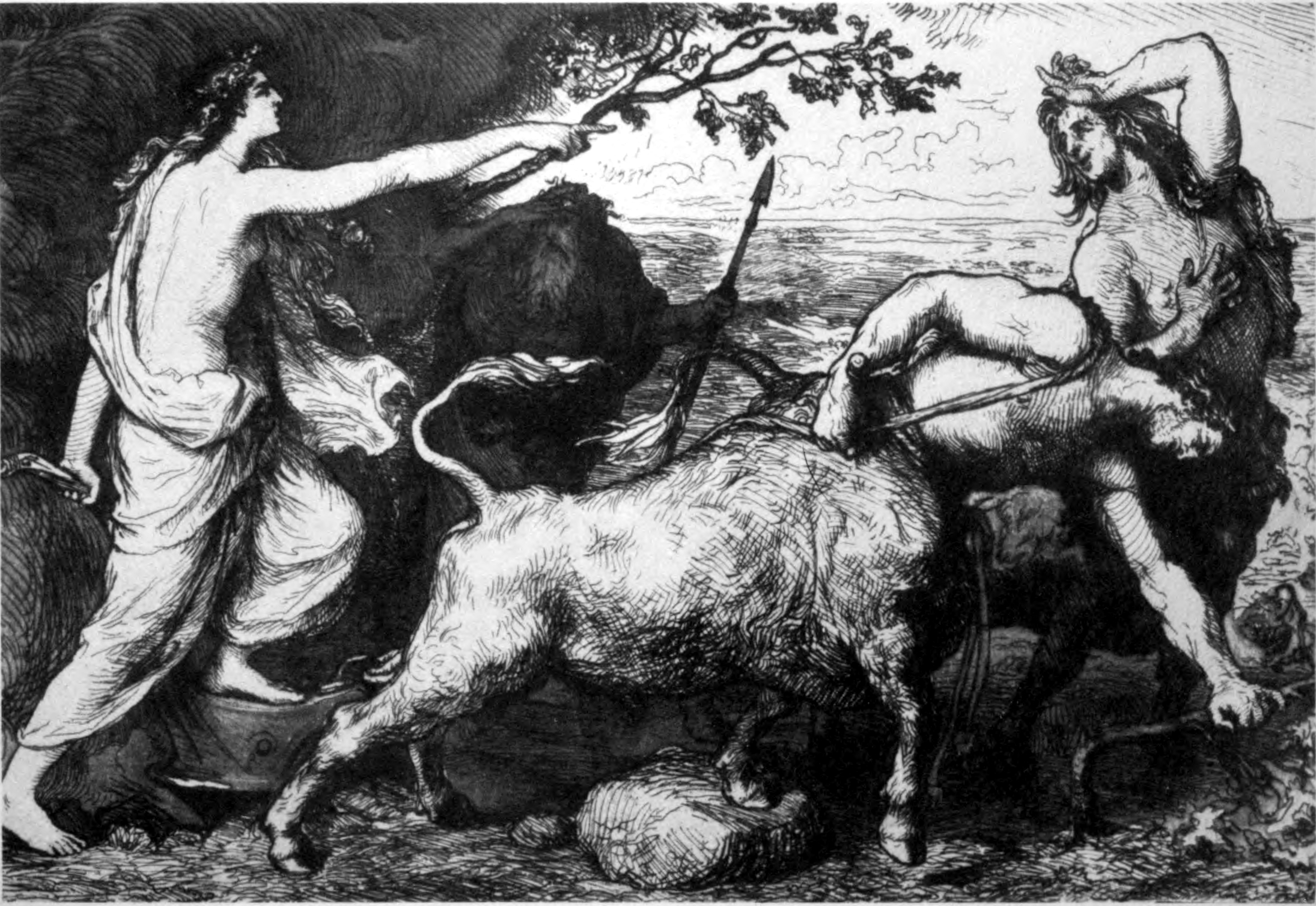
Gefjon et Gylfi.

Dans la mythologie nordique, Gefjon ou Gefion est une Ase. Elle est vierge et se fait servir par toutes celles qui meurent vierges.
Un mythe veut que Gefjon ait arraché un morceau de terre du roi suédois Gylfi pour en faire une île danoise, le Seeland. Il est écrit qu'elle parvient à ses fins grâce à quatre bœufs qui sont en fait les fils qu'elle a eus avec un géant.
Son nom est également orthographié Gefjun, Gefn ou Gefion.

## Légende
Il y a deux versions de la légende de Gefjon.

### Version suivant la poésie d'Edda
La poésie d'Edda rapporte dans la Gylfaginning (la mystification de Gylfi) que le roi Gylfi régnait sur la région appelée actuellement Suède. L'histoire rapporte qu'il offrit une terre à une vagabonde en récompense de l'avoir amusé. La terre serait aussi grande que ce que quatre bœufs pourraient labourer en un jour et une nuit. Il ignorait que la vagabonde était une Asyne appelée Gefjon. Les bœufs qu'elle employa étaient en réalité les fils qu'elle avait eus avec un géant. Ils labourèrent si bien et si profondément le sol qu'une portion de territoire se détacha du royaume et se déplaça vers l'ouest. La terre s'immobilisa en mer, dans le sund. Gefjon y laissa la terre et l'appela le Selund (ou Seeland).
La zone où la terre fut arrachée est devenue un lac intérieur, appelé actuellement le lac Mälaren (appelé également Lögrinn). Toutefois, depuis que les cartes modernes montrent une similitude entre Seeland et le lac suédois Vänern, il est parfois identifié comme le trou laissé par Gefjon.

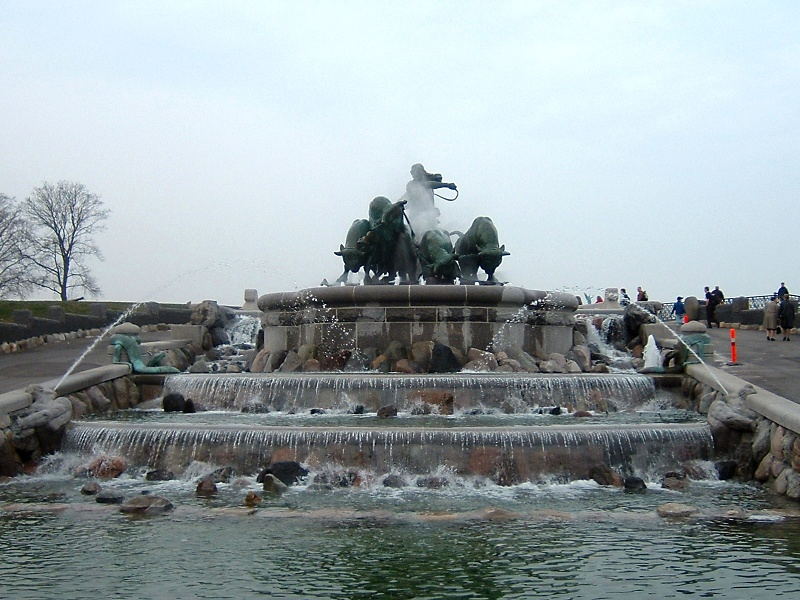
Fontaine représentant Gefjon à Copenhague.

Extrait du Voyage de Gylfe
...Voici ce que dit à cette occasion le skald Brage l'ancien :
...Géfion, bien joyeuse, enleva au riche Gylfe le terrain qui devait agrandir le Danemark.
Les bœufs avaient tant de hâte, qu’un nuage de poussière marquait leurs traces.
Ils avaient entre eux quatre têtes et huit yeux....

### Version selon la Heimskringla
La Heimskringla (Saga des rois de Norvège), rapporte que lorsqu'Odin considéra le futur, il sut que ses descendants vivraient et travailleraient dans le nord du monde. Il donna à ses frères Vé et Vili le pays d'Asagarth situé sur le territoire des turcs. Lui-même partit et emmena avec lui tous les prêtres et une grande partie de son peuple. Il se dirigea d'abord vers Gardarike (Russie) et de là vers le sud, vers Saxenland (Allemagne). Il avait plusieurs de fils, il conquit plusieurs royaumes et laissa ses fils les gouverner.
De Saxenland Odin se dirigea vers le nord, vers la mer, et se fixa sur une île qui prit son nom (Odensö). C'était l'actuelle île de Fionie. Odin envoya Gefjon à la recherche d'une terre vers le nord-est, de l'autre côté du sund. Gefjon y rencontra Gylfi qui lui promit autant de terre que quatre bœufs pourraient en labourer en un jour naturel (un jour et une nuit). Gefjon se rendit dans le nord aux Jötunheimar où elle conçut quatre fils. Elle les transforma en bœufs. Ils labourèrent tellement de terre qu'un morceau fut arraché et déplacé à l'ouest, dans un détroit (le sund) face à Odensö créant ainsi Selund, l'île de Seeland. Gefjon s'y installa.
Skjöld, le fils d'Odin prit Gefjon comme épouse. Ils s'installèrent à Lejre. L'endroit où Gefjon avait labouré est actuellement un lac, Löginn, dont les contours correspondent aux formes de Seeland.

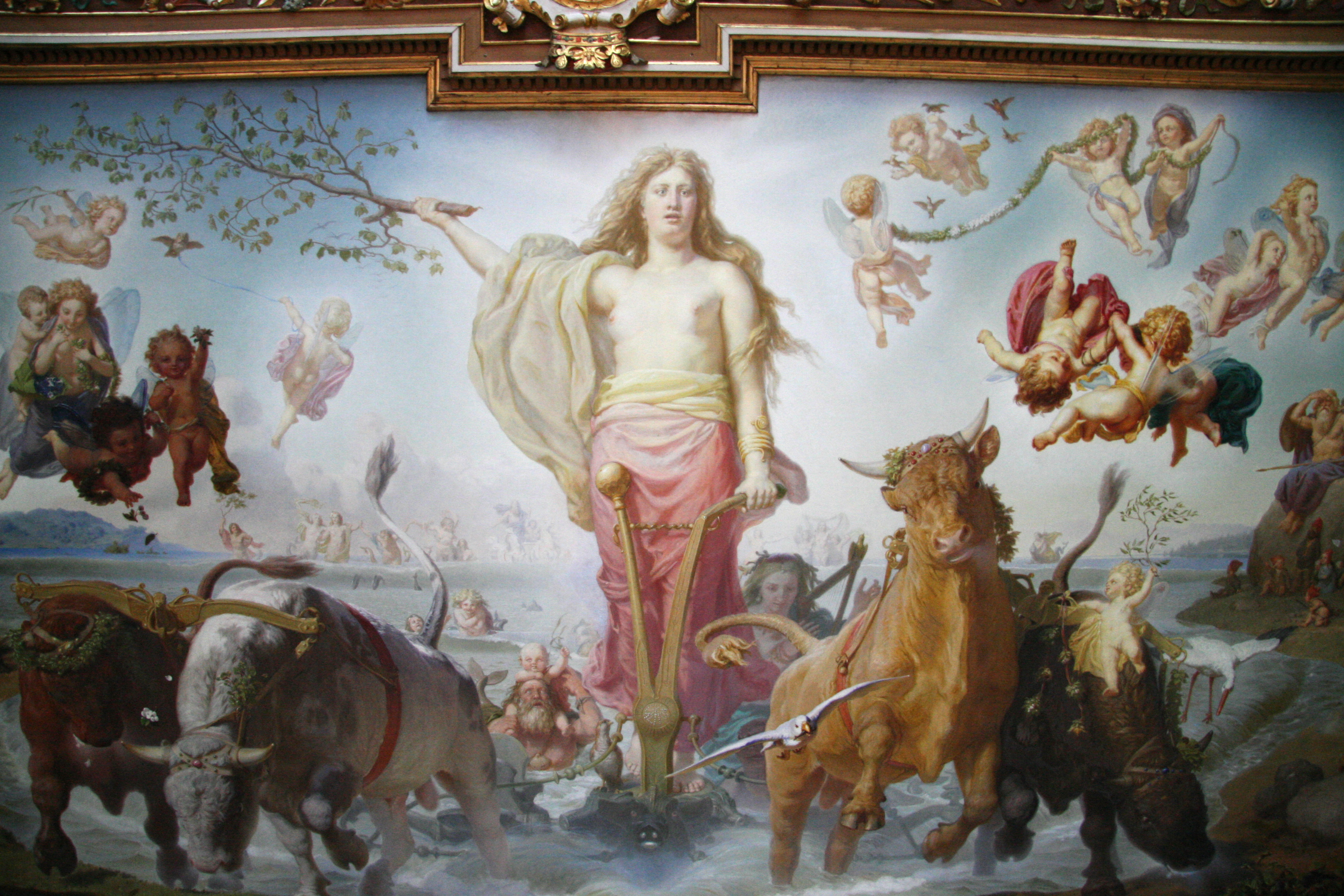
Gefjon labourant la terre en Suède par Lorenz Frølich.

## Divers
- Seeland, en danois Sjælland, est l'île sur laquelle est située Copenhague.
- La Fontaine de Gefjon (1908) est le plus grand monument de Copenhague et est située non loin de la statue de la Petite Sirène de Hans Christian Andersen. La fontaine est l'œuvre de Anders Bundgaard. Elle fut un cadeau de fondation Carlsberg à la ville de Copenhague. Initialement placée devant le Rådhusplads, elle est finalement située au bout de la Amaliegade face au Kastellet, le fort de Copenhague.
- SMS Gefion, navire de la marine du royaume de Prusse

## Hommage
Gefjon est l'une des 1 038 femmes dont le nom figure sur l'œuvre contemporaine The Dinner Party de Judy Chicago. Elle y est associée à la Déesse primordiale, première convive de l'aile I de la table.

## Sources
- L'Edda (récits de mythologie nordique), Snorri Sturluson.